# Jovana Stipić
Jovana Stipić (Novi Sad, 02. veljače 1977.) je srbijanska kazališna, televizijska i filmska glumica iz Vojvodine. Njena matična kazališna kuća je Srpsko narodno kazalište iz Novog Sada. 
Glumu je studirala na Akademiji umjetnosti u Novom Sadu, gdje je diplomirala u klasi prof. Petra Banićevića.
Radi je za televizijsku kuću "Avala" za koju je vodi noćni program pod imenom "Navala".
Bila je supruga srpskog izdavača i književnog prevoditelja Sretena Stojanovića od 2010. – 2012.

## Kazališne uloge
U kazalištu je glumila u komadima Williama Shakespearea, Jovana Sterije Popovića, Molierea i drugim. Osim novosadskog kazališta, glumila je u somborskom Narodnom pozorištu te Pozorištu mladih iz Novog Sada. 
2006. je dobila nagradu za najbolju sporednu ulogu na festivalu vojvođanskih profesionalnih kazališnih kuća koji se održao u Zrenjaninu. Nagrađena je na festivalu Borini pozorišni dani u Vranju za najbolji glumački segment u predstavi.

## Filmske uloge
- Miloš Branković, 2008.
- Carlston za Ognjenku, 2008.
- Žurka (2006), 2006.